# Vladimir Stanojević (Handballspieler)
Vladimir Stanojević (serbisch-kyrillisch Владимир Станојевић; * 1. Mai 1971 in der SFR Jugoslawien; † vor dem oder am 29. August 2021 in China) war ein serbischer Handballspieler und Handballtrainer.

## Spielerlaufbahn

### Verein
Vladimir Stanojević spielte von 1989 bis 1994 für den RK Železničar Niš. Anschließend lief er für zwei Jahre für den RK Proleter Zrenjanin auf, mit dem er Zweiter in der Meisterschaft wurde. Daraufhin kehrte er nach Niš zurück. Dort gewann er 1997 und 1999 den jugoslawischen Pokal. International nahm er am Europapokal der Pokalsieger, am EHF-Pokal und am EHF Challenge Cup teil.

### Nationalmannschaft
Bei der U-21-Weltmeisterschaft 1991 gewann Stanojević mit der jugoslawischen Juniorennationalmannschaft die Goldmedaille.
Mit der jugoslawischen A-Nationalmannschaft nahm er am Supercup 1991 teil.
Mit der Nationalmannschaft der Bundesrepublik Jugoslawien spielte er beim Supercup 1998.

## Trainerlaufbahn
Stanojević trainierte die Jugend des RK Železničar Niš sowie die Vereine RK Topličanin Prokuplje, RK Radnički 1951, RK Železničar Niš, Tasova Yibo SC (Türkei), RK Novi Pazar und Anhui Hefei in China. Zudem war er als Assistent bei den Nachwuchsauswahlmannschaften Serbiens tätig.

## Tod
Vladimir Stanojević starb am oder vor dem 29. August 2021 im Alter von 50 Jahren während seiner Tätigkeit in China.